# کلرمونت، اویز
کلرمونت، آویز (انگلیسی: Clermont, Oise) یک کمون واقع در اوآز، شمال فرانسه است.